# Wacław Nartowski
Wacław Nartowski (ur. 1886 w Narajowie, zm. 30 stycznia 1969 w Jarosławiu) – polski nauczyciel.

## Życiorys

### Lata młodości
Urodzony w 1886 roku w Narajowie koło Brzeżan w zaborze austriackim. Pochodził z rodziny o tradycjach patriotycznych, jego ojciec Franciszek za udział w Powstaniu Styczniowym został zesłany na Sybir. Szkołę powszechną ukończył w Narajowie. W 1905 zdał egzamin dojrzałości w C. K. Gimnazjum w Brzeżanach. Następnie rozpoczął studia filozoficzne na Uniwersytecie we Lwowie, a w 1907 roku przeniósł się na Uniwersytet Wiedeński (literatura słowiańska, literatura niemiecka, historia, filologia i pedagogika). Następnie powrócił na Uniwersytet Lwowski, gdzie uzyskał doktorat nauk humanistycznych na podstawie pracy: "Stan włościański w utworach poetyckich pisarzy polskich w dobie renesansowej (wiek XVI)". Podczas studiów we Lwowie był społecznikiem; sekretarzem i przewodniczącym "Koła Towarzystwa Szkoły Ludowej", przewodniczącym "Akademickiego Klubu Ludowego" i członkiem postępowej organizacji młodzieżowej "Życie".

### Działalność w Brzozowie
W latach 1910–1919 pracował jako nauczyciel w c.k. gimnazjum w Brzozowie, w którym uczył Języka Polskiego i Filologii Klasycznej. Kierował biblioteką, prowadził kółko literackie i ćwiczenia wojskowo-gimnastyczne. Założył "Koło Towarzystwa Szkoły Ludowej", które zakładało biblioteki. Z jego inicjatywy w Brzozowie powstała "Drużyna Strzelecka", z którą w 1914 roku przeszedł do Lwowa. Jego drużyna weszła w skład Legionu Wschodniego, który został rozwiązany z powodu odmowy złożenia przysięgi na wierność Austrii.

### Działalność na Podlasiu
Po I wojnie światowej z powodu braku nauczycieli w "Kongresówce" został skierowany do Płocka, gdzie uczył Języka Polskiego, historii, prowadził bibliotekę i kursy dla nauczycieli. Włączył się w działalność na rzec plebiscytu na Warmii i Mazurach; działał w oddziałach Armii Ochotniczej w 1919 roku podczas walk z bolszewikami, za które został odznaczony "Krzyżem M.O.A.O.". W 1920 roku został dyrektorem gimnazjum w Brześciu nad Bugiem, a w 1923 roku został dyrektorem gimnazjum męskiego w Białej Podlaskiej. W 1932 roku za działalność niepodległościową otrzymał "Medal Niepodległości". Na Podlasiu duży nacisk kładł na wychowanie patriotyczne, z jego inicjatywy postawiono pomnik (absolwentowi tego gimnazjum) Józefowi Ignacemu Kraszewskiemu, a także zajmował się historią Podlasia.

### Działalność w Jarosławiu
W 1933 roku przybył do Jarosławia i został dyrektorem I Państwowego Gimnazjum i Liceum im. Marszałka Józefa Piłsudskiego. Założył w Jarosławiu Towarzystwo Szkoły Ludowej i Towarzystwo Przyjaciół Harcerstwa. W 1940 roku został aresztowany i przebywał w obozach koncentracyjnych: Sachsenhausen, Dachau, a od 1941 roku w Buchenwald, skąd wydostał się dzięki staraniom żony. Po powrocie uczył w Zawodowej Szkole Budownictwa w Jarosławiu i włączył się do tajnego nauczania. W 1944 roku przystąpił do uruchomienia gimnazjum, którego był dyrektorem w latach 1944-1947. W 1947 roku z powodu sytuacji politycznej w Polsce został przeniesiony na emeryturę. Po trzech latach otrzymał tytuł: "Zasłużony Nauczyciel P.R.L." Po II wojnie światowej działał w "Związku Byłych Więźniów Politycznych Obozów Hitlerowskich" później w ZBOWID oraz w Związku Nauczycielstwa Polskiego. W latach 1958–1962 był prezesem Stowarzyszenia Miłośników Jarosławia, Interweniował u władz w sprawie ochrony Jarosławskich zabytków. Zmarł 30 stycznia 1969 roku.